# 乔森潘
乔森潘（1931年7月27日—），红色高棉第四或五号領導人。1976年1月當選柬埔寨共產黨中央委員會委員，1976－1979年出任国家主席团主席（国家元首）。以官費獎學金留學法國，1959年以《柬埔寨經濟與工業發展》獲蒙彼利埃大學經濟學博士，回國任金邊大學經濟學教授。2007年被聯合國柬埔寨法院特別法庭拘捕，2014年與第二號人物農謝一同被裁定在赤柬時期因為處死、謀殺、政治迫害等而犯危害人類罪，被判終生監禁。

## 生平
乔森潘有华人血统，出生于柴桢省，父亲为小学校长。1953年，考取国家奖学金，赴法国学习法律和经济学，先后就读于蒙彼利埃大学和巴黎大学。在法国期间，乔森潘积极参加学生运动，加入了法国共产党，并担任高棉学生总联合会主席。
1959年，乔森潘回国，在金边大学谋得一席教职，并创办左翼刊物L'Observateur，以批评政府为己任，次年该刊物被查禁，乔森潘也被捕入狱。不久，乔被释放，并当选国会议员，先后任商业国务秘书、经济大臣、商业大臣等职。
1967年4月，乔森潘被当政的朗诺指控为红色高棉成员，在全国遭到通缉，在此情况下乔被迫接受红色高棉的帮助，逃出金边，进入丛林，不久与符宁、胡荣等人一同加入红色高棉，此三人称为红色高棉的三大知识分子。1970年3月18日，朗诺发动政变，推翻了西哈努克亲王领导的柬埔寨王国政府。红色高棉遂与西哈努克结成同盟，共同反对美国支持的朗诺政权，成立“柬埔寨王国民族团结政府”，乔森潘在该政府内任副首相兼国防部长，高棉民族解放武装部队总司令（实际指挥者是柬埔寨共产党总书记波尔布特）。一年后，成为柬埔寨共产党候补中央委员。
1975年，红色高棉推翻了朗诺政权，建立了民主柬埔寨政权，乔森潘于次年4月4日短暂出任政府总理，4月11日又就任国家主席团主席，成为名义上的国家元首。1976年1月当选柬埔寨共产党中央委员。1979年，越南入侵柬埔寨，红色高棉政权被推翻，乔森潘逃亡丛林地区，波尔布特同年辞去总理职务后，乔森潘出任抗越的民主柬埔寨联合政府负责外交事务的副总理，并作为红色高棉的“爱国民主民族大团结阵线”主席，与西哈努克和宋先在1982年组成民主柬埔寨联合政府，坚持武装斗争，乔森潘任负责外交事务的副主席。
1985年，乔森潘在名义上取代波尔布特，出任党总书记，成为红色高棉最高领导人。1991年，柬埔寨内战各方签订《巴黎和平协议》。此后，乔森潘主张红色高棉放下武器，参加1993年大选，成为合法政党，但是在波尔布特一派的坚决反对下未果。其后，乔森潘与农谢、塔莫克等人共同组成了九人委员会，夺取了波尔布特的军权，并在1997年7月25日对其进行了公审。1998年12月，乔森潘和农谢宣布向柬埔寨政府投降，正式结束了红色高棉的武装斗争。
2001年，乔森潘被列为红色高棉受审名单的第三位。2004年3月5日，乔森潘的自传体著作《柬埔寨现代史以及我的看法》柬文版在金边公开出版发行。
2007年11月13日，乔森潘在听到其老战友英萨利被逮捕的消息后，突发中风而住院。一周后在出院时，以犯有战争罪和反人类罪的罪名被逮捕。2014年8月7日，在柬埔寨法院特別法庭上農謝與喬森潘因危害人類罪罪被判處終身監禁。
在2020年9月2日康克由去世后，乔森潘成为最后一个在世的原红色高棉政权高级领导人。